# Российская неделя транспорта
Транспортная неделя — крупнейшее отраслевое транспортное мероприятие в России, включает в себя тематическую международную отраслевую выставку и комплекс деловых мероприятий.
«Транспортная неделя» проводится в России с 2007 года, позднее, с 2016 года мероприятие получило поддержку Правительства РФ, об этом было подписано Распоряжение Правительства № 1903-р.
В «Транспортной неделе» принимают участие как отдельные отраслевые организации, так и регионы РФ.

## Развитие
Первым мероприятием, с которого начала своё развитие «Транспортная неделя», стала международная выставка «Транспорт России», которая проводится с 2007 года. Годом позднее появился также международный форум «Транспорт России», который тоже вошёл в тот же комплекс мероприятий, и отраслевые конференции по видам транспорта.
В течение нескольких следующих лет в рамках «Транспортной недели» появилось ещё несколько мероприятий.
С 2010 года в рамках «Транспортной недели» также проводится международный конгресс Road Traffic Russia, с 2012 года — форум «Транспортное образование и наука», с 2016 года — международный конгресс «ЭРА-ГЛОНАСС», с 2018 года — Итоговый форум такси, с 2019 года — форум «Цифровой транспорт и логистика».
Также начиная с 2009 года в рамках мероприятия стали проводиться государственные совещания стран СНГ, были включены мероприятия для студентов ВУЗов (Международная спартакиада студентов транспортных ВУЗов и Международный фестиваль творчества студентов транспортных ВУЗов «ТранспАрт».
Ведущими мероприятиями «Транспортной недели» являются форум «Транспорт России» и одноимённая выставка. В рамках работы форума ежегодно собирается более 4000 участников, включая представителей крупных российских и иностранных транспортных компаний, а также делегатов от иностранных отраслевых ведомств. Выставку, занимающую площадь 3 900м2, ежегодно посещает более 10 000 человек.
Основные мероприятия «Российской недели» проводятся в Гостином дворе в Москве.

## Премия «Формула движения»
В рамках проведения «Транспортной недели» с 2014 года ежегодно вручается национальная премия за достижения в области транспорта и транспортной инфраструктуры «Формула движения».
В качестве соискателей премии могут выступать как работающие в сфере транспорта России организации, так и субъекты РФ.
Список номинаций премии:
- лучший инфраструктурный проект федерального значения;
- лучший инфраструктурный проект регионального уровня;
- лучшее решение в области пассажирского транспорта;
- лучшее решение в области грузовой логистики;
- лучшее инновационное решение в сфере транспортной техники;
- лучшее решение в области цифровизации транспорта;
- лучшая PR-активность в текущем году.

Участие в премии является бесплатным для всех номинантов.